# Johann Christoph Döll
Johann Christoph Döll (* 21. Juli 1808 in Mannheim; † 10. März 1885 in Karlsruhe) war ein badischer, deutscher Botaniker und Bibliothekar. Sein offizielles botanisches Autorenkürzel lautet „Döll“.

## Leben
Döll besuchte zunächst das Lyzeum in Mannheim und studierte danach an der Universität Heidelberg Naturwissenschaften, Theologie und Philosophie. Sein besonderes botanisches Interesse galt der damals neuen Blattstellungslehre von Karl Friedrich Schimper. Im Jahr 1831 wurde Döll zum Geistlichen ordiniert und war danach zunächst als Hauslehrer angestellt. Im Jahr 1832 wurde er Lehrer am Lyzeum Mannheim, wo er Sprachen und philosophische Propädeutik unterrichtete. Im Jahr 1840 wurde er Lehrer an der höheren Bürgerschule Mannheim, wo er Botanik und Zoologie unterrichtete. Von 1843 bis 1872 war er als Oberbibliothekar Leiter der Großherzoglich Badischen Hof- und Landesbibliothek in Karlsruhe.

## Werk und Schriften
Im Jahr 1843 erschien die von Döll herausgegebene Rheinische Flora, in der die wild wachsenden und kultivierten Pflanzen des Rheingebiets vom Bodensee bis zu Mosel und Lahn beschrieben werden. 1857 bis 1862 erschien die dreibändige Flora des Großherzogthums Baden, die neben den Phanerogamen auch kryptogame Sippen enthält. Für die Flora Brasiliensis, die von Carl Friedrich Philipp von Martius herausgegeben wurde, hat Döll den größten Teil der Gramineen bearbeitet.

## Ehrungen
Im Jahr 1865 wurde er zum Mitglied der Leopoldina gewählt.
Nach ihm wurden die Pflanzengattungen Doellochloa Kuntze aus der Familie der Süßgräser (Poaceae) und Doellia Sch.Bip. aus der Familie der Korbblütler (Asteraceae) benannt.

## Veröffentlichungen (Auswahl)
- Zur Beurtheilung der Zeitbedürfnisse der deutschen Gelehrten-Schulen, Mannheim 1840 (Digitalisat)
- Rheinische Flora, Frankfurt a. M. 1843 (Digitalisat der UB Frankfurt, Digitalisat der BSB München)
- Zur Erklärung der Laubknospen der Amentaceen: eine Beigabe zur rheinischen Flora, Frankfurt a. M. 1848 (Digitalisat)
- Flora des Großherzogthums Baden. 3 Bde. Karlsruhe 1857–1862 (Digitalisat von Bd. 1, Digitalisat von Bd. 2, Digitalisat von Bd. 3)